# HK Mariupol
HK Mariupol (ukr. ХК Маріуполь) – ukraiński klub hokeja na lodzie z siedzibą w Mariupolu.

## Historia
Klub został założony w 2020 i przyjęty do Ukraińskiej Hokejowej Ligi edycji 2020/2021. Dyrektorem klubu został Hlib Rybalczenko. Głównym trenerem zespołu został Aleksandr Sieukand, a w październiku 2020 do sztabu wszedł Jewgienij Cariegorodcew. Pod koniec grudnia 2020 ogłoszono odejście ze stanowiska trenera Sieukanda, po czym poinformowano, że p.o. głównego trenera został mianowany Serhij Witer.
W sierpniu 2021 asystentem Witera został Alaksandr Michiejonak, a w październiku 2021 trenerem bramkarzy został Jewhen Brul.
W trakcie rozgrywek UHL 2021/2022 kluby Donbas Donieck i HK Kramatorsk zostały oskarżone o oszustwa dotyczące składów drużyn m.in. polegające na umożliwianiu gry zawieszonym zawodnikom, w związku z tym 25 listopada 2021 władze UHL zawiesiły oba kluby, po czym ich władze ogłosiły odejście z rozgrywek i utworzenie nowej ligi  Ukraińska Hokejowa Super Liga), do której dołączyły też trzej inni uczestnicy UHL: HK Mariupol, Biłyj Bars Biała Cerkiew, Sokił Kijów, a poza tym także Dynamo Charków i Altajir Drużkiwka. W styczniu 2022 Federacja Hokeja Ukrainy zawiesiła 171 osób (zarówno działaczy jak i zawodników) z sześciu klubów w związku z udziałem w UHSL. Pierwszy mecz ligi rozegrano 8 grudnia 2021, a ostatnie dwa spotkania w dniu 23 lutego 2022. W tym czasie w tabeli ligowej Mariupol zajmował trzecie miejsce. Po inwazji Rosji na Ukrainę z 24 lutego 2022 rozgrywki zostały zawieszone.